# Davide Sparti
Davide Sparti (Roma, 21 maggio 1961) è un filosofo e sociologo italiano.

## Biografia
È professore associato di Sociologia dei processi culturali ed Epistemologia delle Scienze sociali presso il Dipartimento di scienze sociali e cognitive dell'Università degli studi di Siena, oltre che docente presso la Scuola Superiore Sant'Anna di Pisa, e l'Università della Svizzera italiana. In passato ha insegnato presso l'Università degli Studi di Milano-Bicocca e l'Università di Bologna.
È cofondatore e membro del comitato di direzione della rivista Studi culturali.
Collabora a numerose riviste scientifiche ("Iride", "Paradigmi", "Rivista di estetica", "Rassegna italiana di sociologia", "Intersezioni"). Dagli anni 2000 Sparti ha concentrato la sua attenzione sull'estetica dell'improvvisazione.

## Riconoscimenti
- "Research Fellow" della fondazione Humboldt presso la Johann Wolfgang Goethe-Universität.
- "Fellow" del Collegium Budapest-Institute For Advanced Study, anno accademico 2003/04, in Ungheria.

## Opere principali
- 1992 Se un leone potesse parlare. Indagine sul comprendere e lo spiegare, Firenze, Sansoni
- 1994 Sopprimere la lontananza uccide. Donald Davidson e la teoria dell'interpretazione, Firenze, Nuova Italia
- 1995 Epistemologia delle scienze sociali, Roma, Nuova Italia Scientifica
- 1996 Soggetti al tempo. Identità personale fra analisi filosofica e costruzione sociale, Milano, Feltrinelli
- 2000 Identità e coscienza, Bologna, Il Mulino
- 2000 Wittgenstein politico, (saggi di J. Bouveresse, S. Cavell, D. Davidson, B. Williams, ed altri, introdotti e trascelti da D. Sparti), Milano, Feltrinelli
- 2002 Die Unheimlichkeit des Gewoehnlichen und andere philosophische Essays von Stanley Cavell, Herausgegeben von Davide Sparti, Fischer Verlag
- 2002 Epistemologia delle scienze sociali, nuova edizione riscritta ed allargata, Bologna, Mulino
- 2003 L'importanza di essere umani. Etica del riconoscimento, Milano, Feltrinelli
- 2005 Suoni inauditi. L'improvvisazione nel jazz e nella vita quotidiana, Bologna, Il Mulino
- 2007 Musica in nero. Il campo discorsivo del jazz, Torino, Bollati
- 2007 Il corpo sonoro. Oralità e scrittura nel jazz, Bologna, Il Mulino
- 2010 L'identità incompiuta. Paradossi dell'improvvisazione musicale, Bologna, Il Mulino
- 2015 Sul tango. L'improvvisazione intima, Bologna, Il Mulino